# Mistrzostwa Świata w Biathlonie 1977
15. Mistrzostwa świata w Biathlonie 1977 odbyły się w norweskiej miejscowości Vingrom. Zawodnicy startowali w trzech konkurencjach: biegu indywidualnym mężczyzn na 20 km, sztafecie mężczyzn 4x7,5 km oraz sprincie na 10 km. Polacy nie startowali.

## Wyniki

### Sprint
| Pozycja | Zawodnik           | Narodowość | Strzelanie | Wynik   |
| ------- | ------------------ | ---------- | ---------- | ------- |
|         | Aleksandr Tichonow | ZSRR       | 0 (0+0)    | 32:47,8 |
|         | Nikołaj Krugłow    | ZSRR       | 1 (1+0)    | +57,3   |
|         | Aleksandr Uszakow  | ZSRR       | 1 (0+1)    | +1:24,6 |
| 4.      | Hansi Estner       | RFN        | 1 (1+0)    | +1:45,1 |
| 5.      | Heikki Ikola       | Finlandia  | 2 (0+2)    | +1:52,8 |
| 6.      | Roar Nilsen        | Norwegia   | 2 (1+1)    | +2:04,3 |
| 7.      | Heinrich Mehringer | RFN        | 2 (1+1)    | +2:06,7 |
| 8.      | Lino Jordan        | Włochy     | 2 (0+2)    | +2:07,0 |
| 9.      | Tor Svendsberget   | Norwegia   | 2 (0+2)    | +2:10,2 |
| 10.     | Erkki Antila       | Finlandia  | 4 (0+4)    | +2:12,8 |
| 11.     | Hansruedi Süssli   | Szwajcaria | 1 (1+0)    | +2:23,1 |
| 12.     | Klaus Siebert      | NRD        | 3 (2+1)    | +2:27,1 |
| 13.     | Sigleif Johansen   | Norwegia   | 3 (2+1)    | +2:27,6 |
| 14.     | Manfred Geyer      | NRD        | 1 (1+0)    | +2:29,9 |
| 15.     | Manfred Beer       | NRD        | 1 (0+1)    | +2:32,1 |

### Bieg indywidualny
| Pozycja | Zawodnik           | Narodowość | Strzelanie  | Wynik     |
| ------- | ------------------ | ---------- | ----------- | --------- |
|         | Heikki Ikola       | Finlandia  | 1 (0+0+0+1) | 1:10:51,8 |
|         | Sigleif Johansen   | Norwegia   | 2 (0+0+1+1) | +24,5     |
|         | Aleksandr Tichonow | ZSRR       | 4 (2+0+0+2) | +26,3     |
| 4.      | Aleksandr Rastopin | ZSRR       | 1 (1+0+0+0) | +33,1     |
| 5.      | Manfred Beer       | NRD        | 1 (1+0+0+0) | +35,9     |
| 6.      | Nikołaj Krugłow    | ZSRR       | 2 (1+0+0+1) | +40,3     |
| 7.      | Simo Halonen       | Finlandia  | 4 (0+2+2+0) | +1:18,2   |
| 8.      | Tor Svendsberget   | Norwegia   | 2 (1+0+1+0) | +1:20,6   |
| 9.      | Svein Engen        | Norwegia   | 4 (0+1+0+3) | +1:45,3   |
| 10.     | Aleksandr Uszakow  | ZSRR       | 3 (1+1+0+1) | +1:46,4   |
| 11.     | Manfred Geyer      | NRD        | 3 (1+0+1+1) | +2:37,0   |
| 12.     | Roar Nilsen        | Norwegia   | 4 (1+2+0+1) | +2:47,4   |
| 13.     | Marius Falquy      | Francja    | 1 (0+0+0+1) | +3:40,4   |
| 14.     | Raimo Seppänen     | Finlandia  | 2 (1+0+0+1) | +3:41,2   |
| 15.     | Gheorghe Gârniță   | Rumunia    | 2 (0+1+0+1) | +3:46,9   |

### Sztafeta
| Pozycja | Reprezentacja | Zawodnicy                                                                | Strzelanie                      | Wynik     |
| ------- | ------------- | ------------------------------------------------------------------------ | ------------------------------- | --------- |
|         | ZSRR          | Aleksandr Jelizarow Aleksandr Uszakow Nikołaj Krugłow Aleksandr Tichonow | 0 (0+0)                         | 1:48:10,8 |
|         | Finlandia     | Erkki Antila Raimo Seppänen Simo Halonen Heikki Ikola                    | 2 (0+2) 0 (0+0)                 | 1:49:55,9 |
|         | NRD           | Manfred Beer Klaus Siebert Frank Ullrich Manfred Geyer                   | 0 (0+0)                         | 1:50:52,5 |
| 4.      | Norwegia      | Tor Svendsberget Roar Nilsen Svein Engen Sigleif Johansen                | 0 (0+0) 1 (0+1) 0 (0+0)         | 1:51:43,9 |
| 5.      | RFN           | Hansi Estner Gerhard Winkler Alois Kanamüller Heinrich Mehringer         | 0 (0+0) 1 (0+1) 0 (0+0) 1 (0+1) | 1:55:05,8 |
| 6.      | Francja       | René Arpin Marius Falquy Denis Sandona André Geourjon                    | 1 (0+1) 0 (0+0)                 | 1:55:21,1 |
| 7.      | Włochy        | Luigi Weiss Giulano Spiller Lino Jordan Willy Bertin                     | ?                               | 1:57:10,2 |
| 8.      | Szwecja       | Mats-Åke Lantz Gunnar Hannu Per Andersson Nils Åke Rusk                  | ?                               | 1:57:44,2 |

## Klasyfikacja medalowa
| Miejsce | Państwo   |   |   |   | Razem |
| ------- | --------- | - | - | - | ----- |
| 1       | ZSRR      | 2 | 1 | 2 | 5     |
| 2       | Finlandia | 1 | 1 | 0 | 2     |
| 3       | Norwegia  | 0 | 1 | 0 | 1     |
| 4       | NRD       | 0 | 0 | 1 | 1     |